# Elizabeth A. Lynn
Elizabeth A. Lynn (nascida em 1946) é um escritora estadunidense, mais conhecida pelas suas obras de fantasia e, em menor medida, de ficção científica. Ela é particularmente conhecida por ser um dos primeiros escritores de ficção científica ou de fantasia para introduzir personagens gays e lésbicas; em honra de Lynn, a cadeia de livrarias de Nova Iorque e Califórnia, Uma Luz Diferente teve o seu nome a partir de um romance seu.

## Biografia literária
Elizabeth Lynn é abertamente lésbica e escreveu inúmeras obras, apresentando positivos protagonistas gay. Seus romances Crônicas de Tornor  (1979-80), o primeiro livro do qual, a Watchtower, ganhou o World Fantasy Award, estavam entre os primeiros romances de fantasia a ter relações homossexuais como uma parte banal do contexto cultural, incluída explicitamente e representações simpáticas do amor entre mesmo sexo. Os outros livros desta série são The Dancers of Arun (1979); e Northern Girl (1980) - este terceiro romance, é de particular interesse para as lésbicas.
Os primeiros romances de ficção científica de Lynn foram da mesma forma inovadora no tratamento de temas sexuais. Em  The Sardonyx Net (1981), um dos principais personagens é um sadista sexual.  Uma Luz Diferente (1978) apresentou uma relação homossexual entre dois homens. O conto de lésbica mágica "A Mulher Que Amava a Lua", também ganhou o World Fantasy Award e é o título da coleção de Lyyn que junta outras históricas de ficção especulativa de gay. Estes dois romances destacam o conceito de hiperespaço.
Lynn, mais recentemente, iniciou uma nova série de fantasia, novamente com relações homossexuais: Dragão do Inverno (1998) e Tesouro do Dragão (2004).

### Série
- The Chronicles of Tornor
  - Watchtower (1979), ISBN 0-425-05008-4
  - The Dancers of Arun (1979), ISBN 0-425-05189-7
  - The Northern Girl (1980), ISBN 0-425-04725-3
- Karadur Atani
  - Dragon's Winter (1998), ISBN 0-441-00502-0
  - Dragon's Treasure (2003), ISBN 0-441-01196-9

### Romances
- A Different Light (1978), ISBN 0-425-04824-1
- The Sardonyx Net (1981), ISBN 0-425-05326-1

### Coleções de histórias curtas
- The Woman Who Loved the Moon and Other Stories (1981), ISBN 0-425-05161-7
- Tales from a Vanished Country (1990)

### Novelas
- The Red Hawk (1983)

### Livros infantis
- The Silver Horse (1986) novel, ISBN 0-312-94404-7
- Babe Didrikson Zaharias: Champion Athlete (1989) (biography)

### Contos
- "We All Have to Go" (na Tricks and Treats, 1976)
- "Jubilee's Story" (na Millennial Women, 1978)
- "The Silver Dragon" (na Flights: Extreme Visions of Fantasy, 2004)
- "Wizard's Domain" (na Basilisk, ed. Ellen Kushner, 1980)